# Maurice de Rothschild

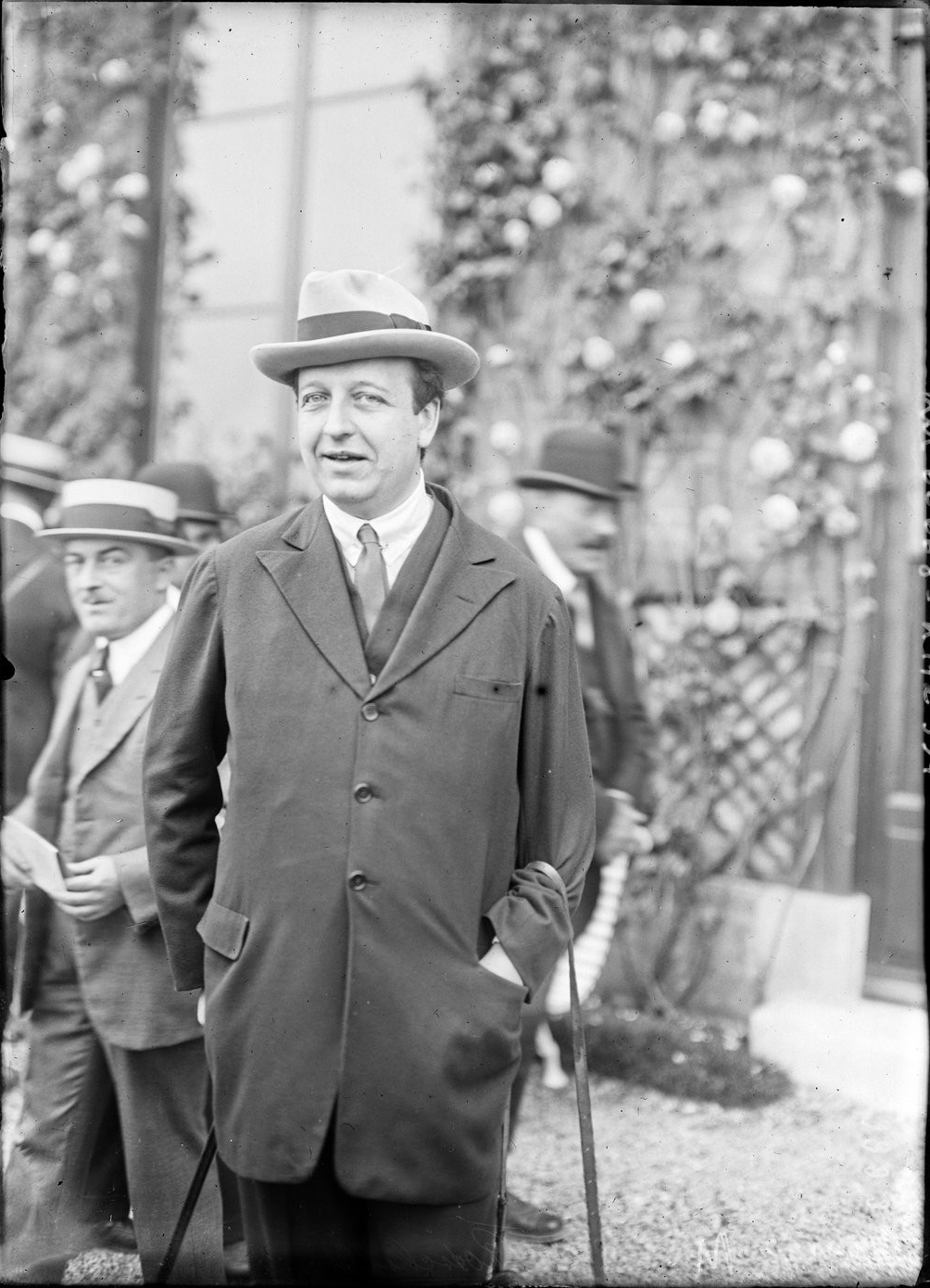
Maurice de Rothschild 1921

Baron Maurice Edmond Charles de Rothschild (* 19. Mai 1881 in Boulogne sur Seine; † 4. September 1957 in Pregny-Chambésy (Schweiz)) war ein französischer Bankier, Mäzen, Politiker und Lebemann. Nach dem Zweiten Weltkrieg war er der reichste Rothschild.

## Leben
Der zweite Sohn von Baron Edmond de Rothschild (1845–1934) und Adélaïde de Rothschild (1853–1935) wuchs in Boulogne-Billancourt nahe Paris im Schloss Rothschild auf. 1904/05 absolvierte er eine Forschungsreise in das britische Ostafrika, wo er einige Entdeckungen zu seltenen Pflanzen und Tieren (Okapi) machte.
1907 erbte er von den kinderlosen Adolph Carl (1823–1900) und Julie (1830–1907) de Rothschild deren Vermögen und Schloss Pregny in der Schweiz. Er unterstützte viele Kunstanschaffungen und kulturelle Aktivitäten. Dazu gehörte das Ensemble Ballets Russes, das Sergei Pawlowitsch Djagilew ab 1909 betrieb und die russische Ballettkunst so in Westeuropa bekannt machte.

### Erster Weltkrieg
Rothschild absolvierte seinen Militärdienst in Melun. Zu Kriegsbeginn 1914 wurde er mobilisiert und im Territorialheer eingesetzt, so als Dolmetscher 1915 in Nähe des britischen Heeres. Demobilisiert wurde er am 10. März 1919.

### Zwischenkriegszeit
Maurice de Rothschild wurde 1919 zum Abgeordneten von Hautes-Pyrénées in die Nationalversammlung gewählt, als Mitglied der linksdemokratischen Alliance démocratique. Nach einer Niederlage 1924 kandidierte er wenig später in Hautes-Alpes, wo er trotz seiner Unbekanntheit Erfolg hatte. Gegen die Wahl wurden Vorwürfe erhoben wegen Bestechung und Geldverteilung an die Wähler, die 1926 bewirkten, dass die Wahl für ungültig erklärt wurde. Bei der Nachwahl 1928 wurde er dennoch wiedergewählt. 1929 wechselte er in den Senat, dem er bis 1940 angehörte.
Er heiratete Noémie Halphen (1888–1968), Enkelin von Eugène Pereire, einem Konkurrenten der Rothschilds. Sie bekamen den Sohn Edmond de Rothschild (1926–1997).
Seinem Vater folgte er in der Bank Rothschild Frères 1934. Er gehörte ab 1935 dem Rat der Musées nationaux ab 1935 an und ab 1937 der Académie des Beaux-Arts. Zugleich stand er der Fondation ophtalmologique Adolphe-de-Rothschild vor.

### Zweiter Weltkrieg und danach
Im Jahr 1940 erkannte ihm das Vichy-Regime die französische Staatsbürgerschaft ab. Nach der Liberation wurde dies korrigiert. Seit 1940 lebte er in der Schweiz im Schloss Pregny. An der Sitzung der Nationalversammlung am 10. Juli 1940, auf der die erweiterten Vollmachten für Marschall Pétain beschlossen wurden, die das Ende der Dritten Republik bedeuteten, nahm er nicht teil.

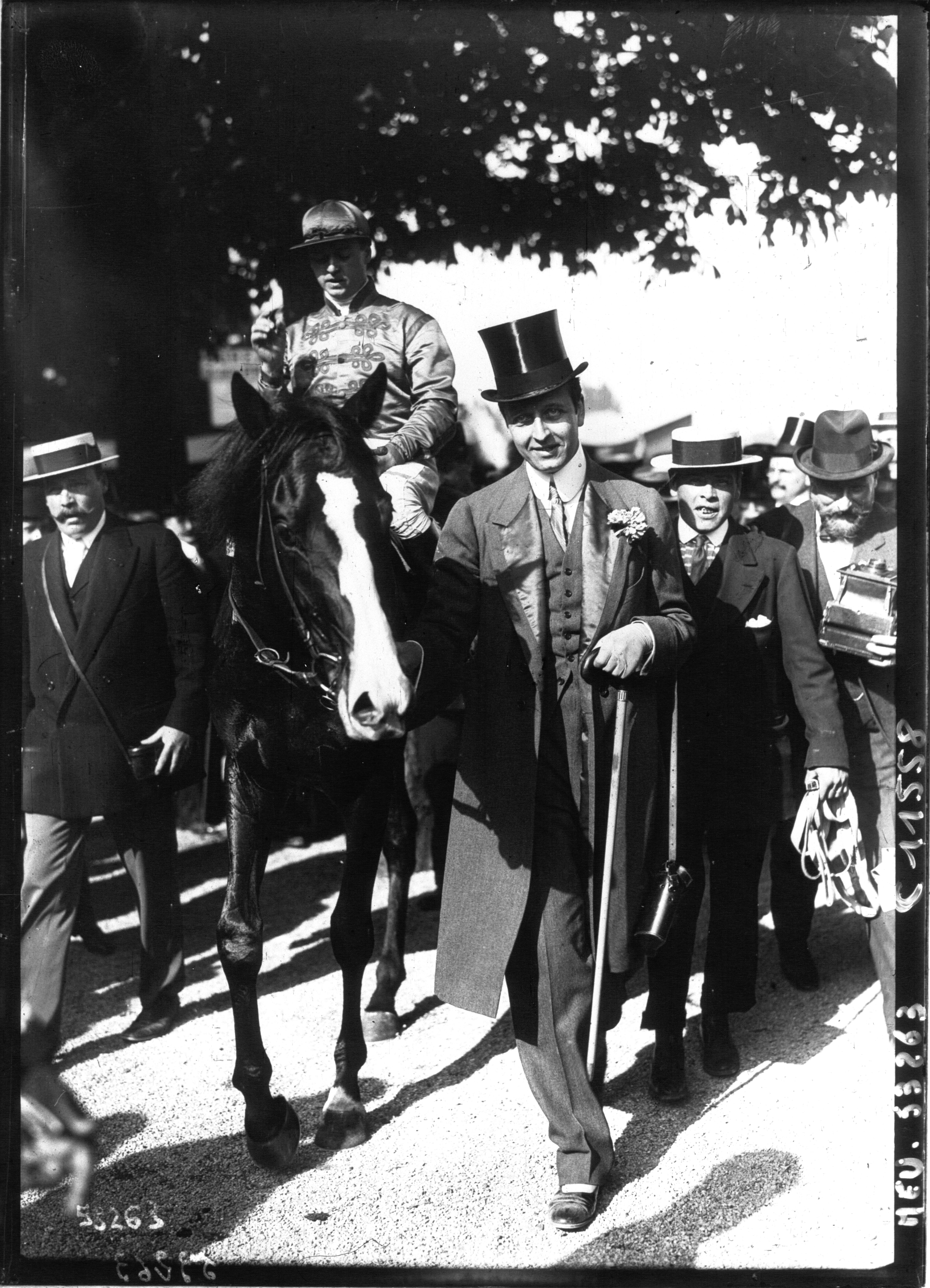
Maurice de Rothschild mit seinem Pferd Sardanapale, Gewinner des Grand Prix de Paris.
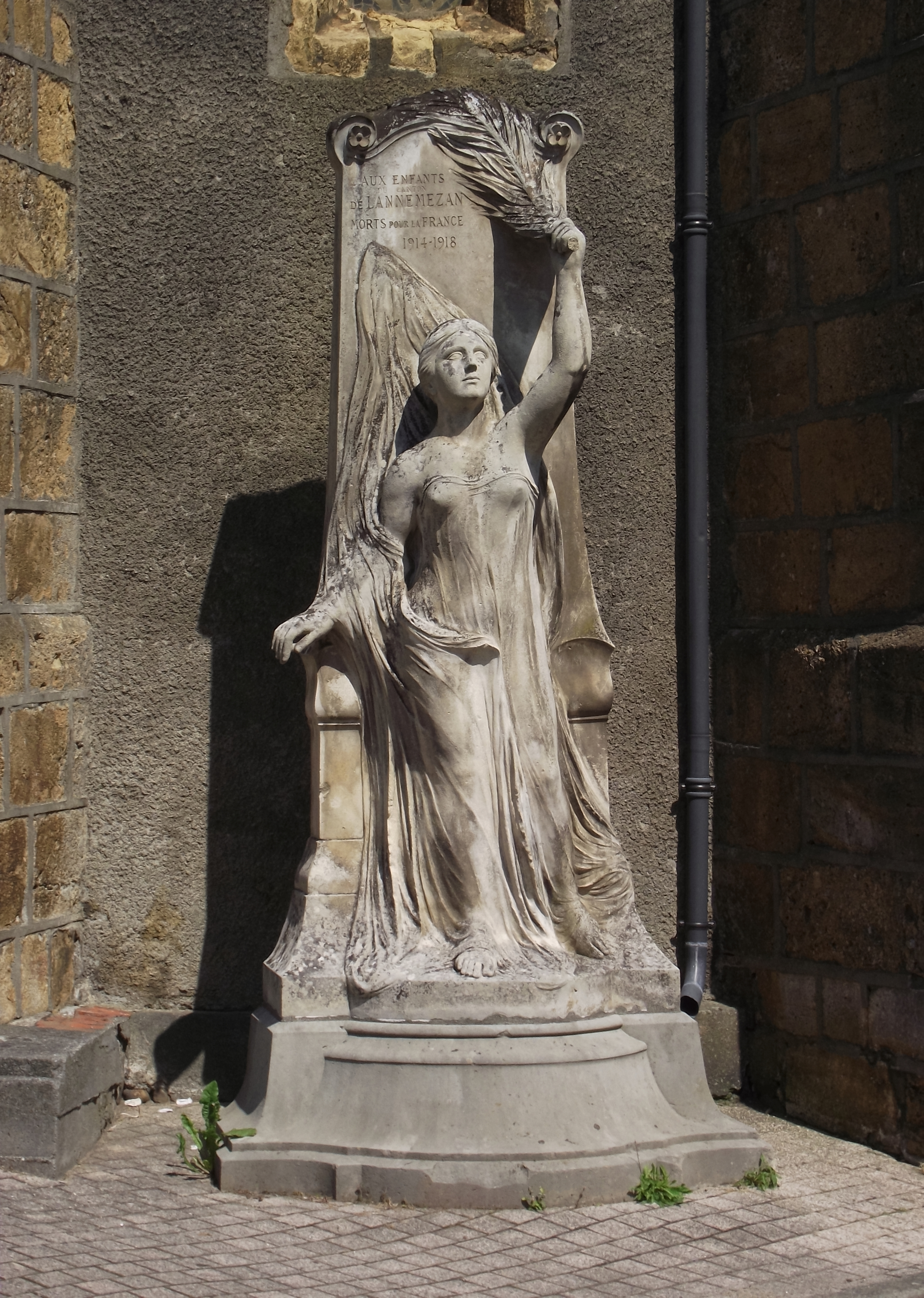
Das Ehrenmal, gewidmet den Lannemezanais, 1921 rief eine heftige Debatte hervor. Es wurde 1925 ersetzt.